# 浮羽市
浮羽市（日语：／ Ukiha shi */?）是位于福岡縣東南部的一個城市，於2005年3月20日由浮羽郡吉井町、浮羽町合併而成。

## 人口
| 浮羽市人口分布圖 |                                               |  |
| 浮羽市與日本全國年齡別人口分布比較圖 （2005年資料） | 浮羽市的年齡、男女別人口分布圖 （2005年資料） |  |
| ■紫色是浮羽市 ■綠色是全国 | ■藍色是男性 ■紅色是女性                       |  |
| 浮羽市人口變化 \| 1970年 \| 37,301人 \| \| \| 1975年 \| 36,487人 \| \| \| 1980年 \| 36,762人 \| \| \| 1985年 \| 36,845人 \| \| \| 1990年 \| 35,910人 \| \| \| 1995年 \| 35,179人 \| \| \| 2000年 \| 34,045人 \| \| \| 2005年 \| 32,902人 \| \| \| 2010年 \| 31,640人 \| \| \| 2015年 \| 29,509人 \| \| \| 2020年 \| 27,981人 \| \| |                                               |  |
| 資料來源：日本總務省統計中心提供之人口普查數據 |                                               |  |
| 1970年 | 37,301人                                      |  |
| 1975年 | 36,487人                                      |  |
| 1980年 | 36,762人                                      |  |
| 1985年 | 36,845人                                      |  |
| 1990年 | 35,910人                                      |  |
| 1995年 | 35,179人                                      |  |
| 2000年 | 34,045人                                      |  |
| 2005年 | 32,902人                                      |  |
| 2010年 | 31,640人                                      |  |
| 2015年 | 29,509人                                      |  |
| 2020年 | 27,981人                                      |  |

## 歷史

### 年表
- 1889年4月1日：實施町村制，現在的轄區在當時分屬：
  - 生葉郡：吉井町、千年村、江南村、福富村、浮羽村、姬治村、大石村、山春村、椿子村、星野村
  - 竹野郡：船越村
- 1896年3月29日：生葉郡和竹野郡合併為浮羽郡，星野村改隸屬八女郡。
- 1929年4月1日：浮羽村和椿子村合併為御幸村。
- 1951年1月1日：御幸村改制為御幸町。
- 1951年4月1日：姬治村、大石村、山春村被併入御幸町，同時御幸町改名為浮羽町。
- 1955年1月1日：吉井町、千年村、江南村、福富村和船越村的部分地區合併為新設置的吉井町。
- 2005年3月20日：浮羽町和吉井町合併為新設置的浮羽市。

### 變遷表
| 1889年以前 | 1889年4月1日 | 1889年 - 1944年     | 1945年 - 1989年         | 1945年 - 1989年           | 1989年 - 現在        |                      |
| ---------- | ------------ | ------------------- | ----------------------- | ------------------------- | -------------------- | -------------------- |
|            | 船越村       | 船越村              | 船越村                  | 1955年1月1日 吉井町       | 2005年3月20日 浮羽市 | 2005年3月20日 浮羽市 |
|            | 吉井町       |                     |                         | 1955年1月1日 吉井町       | 2005年3月20日 浮羽市 | 2005年3月20日 浮羽市 |
|            | 千年村       |                     |                         | 1955年1月1日 吉井町       | 2005年3月20日 浮羽市 | 2005年3月20日 浮羽市 |
|            | 福富村       |                     |                         | 1955年1月1日 吉井町       | 2005年3月20日 浮羽市 | 2005年3月20日 浮羽市 |
|            | 江南村       |                     |                         | 1955年1月1日 吉井町       | 2005年3月20日 浮羽市 | 2005年3月20日 浮羽市 |
|            | 浮羽村       | 1929年4月1日 御幸村 | 1951年1月1日 御幸町     | 1951年4月1日 改名為浮羽町 | 2005年3月20日 浮羽市 | 2005年3月20日 浮羽市 |
|            | 椿子村       | 1929年4月1日 御幸村 | 1951年1月1日 御幸町     | 1951年4月1日 改名為浮羽町 | 2005年3月20日 浮羽市 | 2005年3月20日 浮羽市 |
|            | 姬治村       | 姬治村              | 1951年4月1日 併入御幸町 | 1951年4月1日 改名為浮羽町 | 2005年3月20日 浮羽市 | 2005年3月20日 浮羽市 |
|            | 大石村       |                     | 1951年4月1日 併入御幸町 | 1951年4月1日 改名為浮羽町 | 2005年3月20日 浮羽市 | 2005年3月20日 浮羽市 |
|            | 山春村       |                     | 1951年4月1日 併入御幸町 | 1951年4月1日 改名為浮羽町 | 2005年3月20日 浮羽市 | 2005年3月20日 浮羽市 |

## 交通

### 鐵路
- 九州旅客鐵道
  - 久大本線：筑後吉井車站 - 浮羽車站- 筑後大石車站

## 教育

### 高等學校

#### 高等学校
- 福岡県立浮羽究真館高等学校

#### 中学校
- 吉井中学校
- 浮羽中学校

#### 小学校
- 小鹽小学校
- 妹川小学校
- 山春小学校
- 大石小学校
- 御幸小学校
- 姫治小学校
- 千年小学校
- 吉井小学校
- 福富小学校
- 江南小学校

## 姊妹、友好都市

### 日本
- 枝幸町（北海道枝幸郡）：締結於2009年10月31日

## 本地出身之名人
- 篠原泰之進(1828-1911)：新撰組諸士調役兼監察方及柔術教師
- 河北倫明：美術評論家
- 竹葉山真邦：大相撲力士
- 鳥越俊太郎：記者
- 後藤理沙：女演員
- 笑福亭風喬：落語家
- 村田英雄：演歌歌手
- 樽美酒研二：Golden Bomber鼓手